# Go-Kashiwabara
Go-Kashiwabara (後柏原天皇 Go-Kashiwabara-tennō; 19 novembre 1464 – 19 maggio 1526) è stato il 104º imperatore del Giappone secondo il tradizionale ordine di successione.

## Biografia
Regnò dal 16 novembre 1500 sino al 19 maggio 1526. Suo padre era l'imperatore Go-Tsuchimikado, mentre sua madre era Niwata (Fujiwara) Asako (庭田（源）朝子), figlia di Niwata Nagakata (庭田長賢), prese il potere dopo il padre.
Dalla sua compagna Kajūji (Fujiwara) Fujiko (勧修寺（藤原）藤子) ebbe diversi figli fra cui:
- Tomohito (知仁親王) (che diventerà poi l'imperatore Go-Nara)
- Kiyohiko (清彦親王)

Altra sua compagna fu Niwata (Minamoto) Motoko (庭田（源）源子) da cui ebbe:
- Kakudō (覚道法親王)
- Kakuon (覚音女王)